# Enciclopedia della canzone napoletana
L'Enciclopedia della canzone napoletana, scritta da Ettore De Mura tra il 1968 e 1969, rappresenta una tra le maggiori opere letteraria del '900 riguardante il tema della canzone napoletana dal 1200 al 1968.
L'opera, contenente millenovecentoventicinque artisti elencati in ordine alfabetico, è punto di riferimenti bibliografico in un notevole numero di libri dedicati alla canzone napoletana, ed a personaggi ad essa legati, scritti dagli inizi del 1970 ad oggi.

## L'Enciclopedia
L'Enciclopedia, stampata a Napoli dalla casa editrice Il Torchio, è suddivisa in tre volumi racchiusi in cofanetto, per un totale di 1548 pagine, fornita di 1925 profili di artisti, 1055 ritratti, 60 caricature, 78 autografi, 380 illustrazioni in bianco e nero e 12 tavole a colori fuori testo.

### I volumi

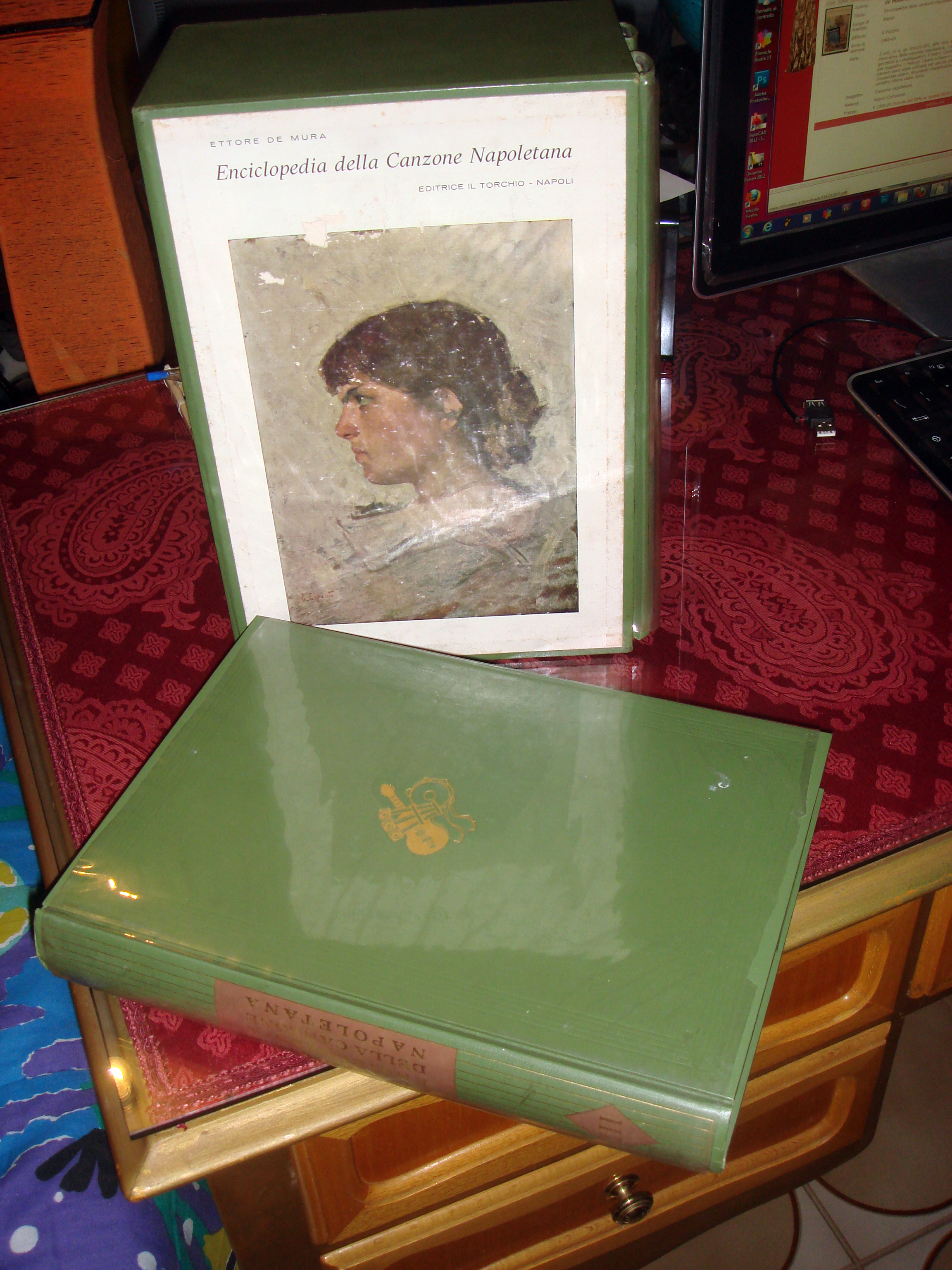
Illustrazione sul lato opposto del cofanetto

#### Volume I
Il primo volume, formato da 491 pagine, tratta il panorama della storia della canzone napoletana, con la lista dei poeti, musicisti, illustratori ed editori che hanno dato un contributo al genere musicale.

#### Volume II
Il secondo volume, formato da 499 pagine, presenta una lista dei maggiori gavottisti, posteggiatori e cantanti che si sono dedicati alla Canzone napoletana, da Enrico Caruso a Gennaro Pasquariello, da Sergio Bruni a Mario Trevi, da Gilda Mignonette a Mina, da Salvatore Papaccio a Mario Merola, da Ettore Petrolini a Teddy Reno, da Roberto Murolo a Vittorio Parisi.

#### Volume III
Il terzo volume, di 538 pagine, è dedicato ai teatri napoletani, al Festival di Napoli, al Giugno della Canzone Napoletana, al Gran Festival di Piedigrotta ed alle canzoni. Queste ultime sono divise per soggetto e per successo.

## LaNuova enciclopedia
Dopo trentasette anni dall'unica edizione della pubblicazione dell'opera di De Mura, dal 2006 al 2015, il giornalista e storico Pietro Gargano ha pubblicato, divisa in sette volumi, una versione aggiornata liberamente ispirata all'enciclopedia, intitolata Nuova enciclopedia illustrata della canzone napoletana, stampata dalla casa editrice napoletana Magmata.

## La Terza Enciclopedia

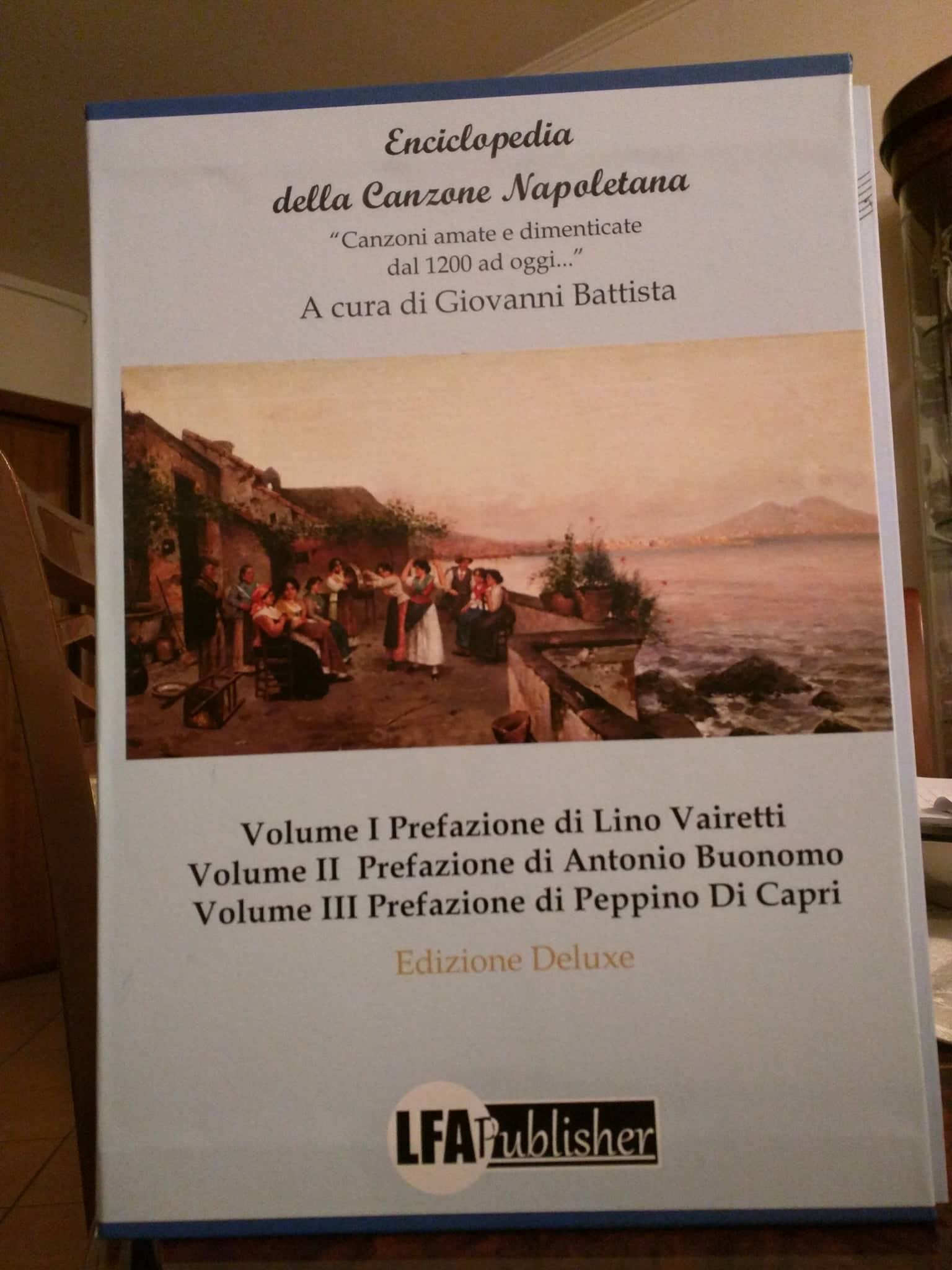
Cofanetto della Enciclopedia della Canzone Napoletana edizioni LFA Publisher, 2018

Nel 2018, a cinquant'anni dall'Enciclopedia di Ettore De Mura, viene pubblicata una nuova Enciclopedia sulla Canzone Napoletana, scritta da Giovanni Battista e pubblicata dalla Edizioni LFA (Lello Lucignano Editore) . Presentata alla Casina pompeiana - Archivio storico della Canzone Napoletana il 23 aprile 2018, in questa nuova Enciclopedia, a differenza della De Mura, ogni canzone viene spiegata, contestualizza nel suo periodo storico ed arricchita di aneddoti legati al singolo brano. Divisa in tre volumi, ciascuno di essi presenta un prefatore diverso. Nel primo Volume c'è la prefazione di Lino Vairetti degli Osanna, nel secondo Antonio Buonomo e nel terzo Peppino Di Capri. Il primo Volume parte dal 1200 ed arriva al 1938, fermandosi alla sconosciuta  'E primme rose; il secondo Volume parte dal 1939 e giunge fino al 2018 con la recentissima  'A minestrina di Paolo Conte; nel terzo Volume tutti i brani sono disposti in ordine alfabetico.